# S.K.I.N.
S.K.I.N.是由四位知名日本搖滾樂手所組成的超級樂團（Superband）。

## 歷史
根據雜誌Fool's Mate 的介紹，這個樂團的雛形可以追溯至2002年，當時Yoshiki和Gackt決定共同創作一些音樂。約在2006年，他們開始正視這個計畫並且開始尋找樂團的成員。這份計畫在2006年的7月公開，當時 Otakon公布了一份Yoshiki與Gackt提及有關這個樂團的簡介。同年的11月，有報導指出Sugizo將加入樂團，緊接著在2007年的5月25日所舉辦的JRock Revolution Festival，S.K.I.N宣布Miyavi將成為他們的第4名成員。Yoshiki證實樂團將會發售一張專輯，而且有許多首曲子的試音帶在2007年的3月就已經錄製了。樂團在加州長灘所舉辦的Anime Expo首次登場，其中有GacktJob的Bass手JU-KEN支援，並且表演了4首曲子。
S.K.I.N從第一次登台後就沒有其他動作，包括了專輯的發售時間，Bass手的空缺等等消息都沒有進一步的公布，所有的活動都在無預警的情況下停止了。
最近一次的與JaME、Sugizo、以及S.K.I.N吉他手的訪談中，他們表示成員都都很希望能夠讓這個計畫繼續下去，但大家都太忙了，很難在同一個時間和地點相聚。有關這個樂團的未來都尚未明朗。

## 歷年成員

### 現任成員
- Gackt – 主唱, 鋼琴手
- 雅-miyavi- – 吉他手, 三味線
- Sugizo – 吉他手, 小提琴
- Yoshiki – 鼓手, 鋼琴手

### 客座成員
- Ju-ken - 貝斯手

## 外部連結
- Promotional clip on Yoshiki.net